# Condado de Greene (Tennessee)
O Condado de Greene é um dos 95 condados do Estado americano do Tennessee. A sede do condado é Greeneville, e sua maior cidade é Greeneville. O condado possui uma área de 1 616 km² (dos quais 6 km² estão cobertos por água), uma população de 62 909 habitantes, e uma densidade populacional de 39 hab/km² (segundo o censo nacional de 2000). O condado foi fundado em 1783.